# Palaeosynthemis evelynae
Palaeosynthemis evelynae – gatunek ważki z rodziny Synthemistidae.